# Brenda Elung
Brenda Shey Elung es una actriz y productora de cine camerunesa. Es la vicepresidenta de la industria cinematográfica de Camerún (CFI). También es llamada cariñosamente " Señora Brenda".

## Carrera profesional
Ha sido parte de la industria cinematográfica de su país desde 2010.
Produjo y protagonizó la película "Decoded", dirigida por Akim Macaulay y Enah Johnscott, estrenada en 2013. La película fue filmada en agosto de 2012 en Limbe, Camerún, con el actor ghanés Van Vicker y actores cameruneses como Solange Yijika, Jeffery Epule y Desmond Wyte.
Fue una de los magnates cinematográficos que se reunieron en Buea en un taller de tres días (del 31 de agosto al 2 de septiembre de 2016) para discutir la renovación de la industria cinematográfica en Camerún.
En 2017, se estrenó la serie de televisión, "SAMBA", que produjo, protagonizada por actores de Camerwood como Jeffery Epule, Kelly Ade, Nsang Dilong, Marie Nyna y  Solange Yijika. Posteriormente, ganó el premio a la Selección Oficial en el FESPACO 2017 y el premio a la Mejor Serie en los premios Ecrans Noirs en 2018. En Acra, Ghana, durante los Golden Movie Awards Africa (GMAA) 2017, la serie de recibió tres premios; mejor actriz, mejor actor y mejor serie de televisión.
En la séptima edición de los premios AMVCA celebrada en Eko Hotels and Suits en Lagos, Nigeria, el 14 de marzo de 2020, fue notablemente la única representante de la CFI.

## Emprendimiento
Es la fundadora de la productora de cine Omega One Entertainment. Representó los intereses comerciales de la empresa en el Nigerian International TV Submit realizado en París del 13 al 14 de abril de 2018.